# Српска православна народна школа у Мартоношу
Српска православна народна школа у Мартоношу, насељеном месту на територији општине Кањижа, представља непокретно културно добро као споменик културе.
Зграда школе је подигнута 1854. године средствима црквене општине. Грађена је као приземна грађевина правоугаоне основе, постављен на углу двеју улица, са функционалним решењем основе у којој се по дужини издвајају учионички део и учитељски стан потпуно одвојен од ученичког дела пролазом од улице ка дворишту. У скромној декорацији фасада видљив је утицај класицизма. Поред изузетних документарних вредности за историју школства половином 19. века, у целини са црквом Преноса моштију св. Николе, представља важно сведочанство црквене школске аутономије. 
Спомен плоча у ниши на главној фасади, постављена при обнови 1902. године, са именима учитеља који су у школи службовали 1854—1902. године, представља и драгоцен податак о значају просвете и уважавању тог посла од стране места које је у дугом периоду поред економског развитка, имало и високе аспирације у културном и верском напретку.